# Richard Lintner
Richard Lintner (* 15. November 1977 in Trenčín, Tschechoslowakei) ist ein ehemaliger slowakischer Eishockeyspieler, der im Laufe seiner Karriere  unter anderem bei den Nashville Predators, New York Rangers und Pittsburgh Penguins in der National Hockey League aktiv war. In Europa spielte er vor allem für seinen Heimatverein  HC Dukla Trenčín, Fribourg-Gottéron aus der National League A, für den HK Dinamo Minsk und diverse skandinavische Vereine.

## Karriere
Richard Lintner begann seine Karriere als Eishockeyspieler in seiner Heimatstadt in der Jugend des HC Dukla Trenčín, für den er in der Saison 1995/96 sein Debüt in der Extraliga gab. Anschließend wurde er im NHL Entry Draft 1996 in der fünften Runde als insgesamt 119. Spieler von den Phoenix Coyotes ausgewählt. Im selben Jahr wurde er auch als insgesamt fünfter Spieler beim CHL Import Draft von den Moncton Wildcats ausgewählt. Zunächst spielte er jedoch eine weitere Spielzeit in der Extraliga für den Aufsteiger HK Spišská Nová Ves. Nachdem der Verteidiger in der Saison 1997/98 für das Farmteam der Phoenix Coyotes, die Springfield Falcons aus der American Hockey League, auflief, wurde er am 31. Oktober 1998 zusammen mit Cliff Ronning an die Nashville Predators abgegeben, für die er in der Saison 1999/2000 sein Debüt in der National Hockey League gab, wobei er in 33 Spielen insgesamt sechs Scorerpunkte, darunter ein Tor, erzielte. Den Großteil der Spielzeit verbrachte er allerdings wie im Jahr zuvor bei deren Farmteam aus der International Hockey League, den Milwaukee Admirals.

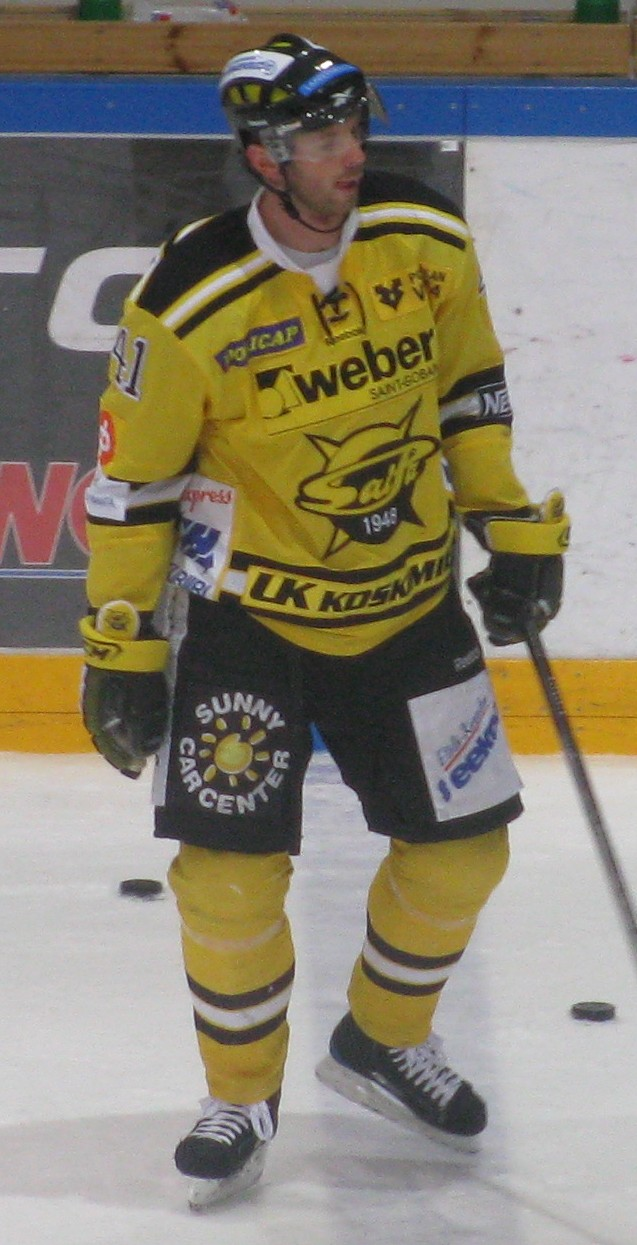
Richard Lintner im Trikot von SaiPa (2010)

Für die Saison 2001/02 kehrte Lintner nach Europa zurück, wo er zunächst sechs Spiele für seinen Ex-Club HC Dukla Trenčín absolvierte, ehe er mit MODO Hockey aus der schwedischen Elitserien Vizemeister wurde. Nashville, das immer noch die NHL-Recht am Spieler besaß, transferierte ihn im Tausch gegen Peter Smrek am 19. März 2002 zu den New York Rangers, für die er in der Saison 2002/03 ebenso spielte, wie für deren Ligarivalen Pittsburgh Penguins. Am 20. August 2003 erhielt der Rechtsschütze einen Vertrag als Free Agent beim schwedischen Erstligisten Djurgården Hockey, den er nach nur einem Jahr verließ, um in den folgenden beiden Spielzeiten für Fribourg-Gottéron in der Schweizer Nationalliga A aufzulaufen. Nach einer Spielzeit bei Skellefteå AIK begann der Weltmeister von 2002 die Saison 2007/08 erneut in Trenčín und beendete sie in Schweden bei Färjestad BK.
Im Sommer 2008 wurde Lintner vom HK Dinamo Minsk aus der neu gegründeten Kontinentalen Hockey-Liga verpflichtet, für den er in 33 Spielen 17 Scorerpunkte, darunter sieben Tore, erzielte. Die Saison beendete er allerdings beim HC Dukla Trenčín in der Extraliga, für den er bis Oktober 2009 auf dem Eis stand. Danach kehrte er zu Dinamo Minsk zurück.
Zu Beginn der Spielzeit 2010/11 spielte Lintner wieder für seinen Heimatclub, ehe er im November 2010 von SaiPa Lappeenranta verpflichtet wurde.
Im September 2014 kehrt er ein letztes Mal zu seinem Heimatverein Dukla zurück, ehe er seine Karriere im Februar beendete. Zuvor hatte er begonnen, im Marketingbereich des Vereins und als TV-Experte zu arbeiten.
Im Frühsommer 2015 bewarb er sich um das Amt des Präsidenten des slowakischen Eishockeyverbandes, verlor die Wahl aber gegen den amtierenden Präsidenten, Igor Nemeček.
Seit August ist er Geschäftsführer von Pro-Hokej Slovakia, der Betreibergesellschaft der Tipsport-Liga.

### International
Für die Slowakei nahm Lintner an der U18-B-Europameisterschaft 1995, als den Slowaken der Aufstieg in die A-Gruppe gelang, den U20-Junioren-Weltmeisterschaften 1996 und 1997 sowie den A-Weltmeisterschaften 2001, 2002, 2003, 2004, 2005 und 2010 teil. Des Weiteren stand er im Aufgebot der Slowakei bei den Olympischen Winterspielen 2002 in Salt Lake City und beim World Cup of Hockey 2004.

## Erfolge und Auszeichnungen
- 1995 Aufstieg in die A-Gruppe bei der B-Europameisterschaft 1995
- 2002 Goldmedaille bei der Weltmeisterschaft
- 2002 All-Star-Team der Weltmeisterschaft
- 2002 Schwedischer Vizemeister mit MODO Hockey Örnsköldsvik
- 2003 Bronzemedaille bei der Weltmeisterschaft
- 2004 Second All-Star-Team der Weltmeisterschaft
- 2009 Spengler-Cup-Gewinn mit dem HK Dinamo Minsk

## Statistik
(Stand: Ende der Saison 2014/15)